# Virgin (zespół muzyczny)
Virgin – polski zespół pop-rockowy stworzony w 2000 w Warszawie przez Tomasza Luberta i rozwiązany w 2007 roku. W 2014 roku zespół ogłosił chwilową reaktywację, a w 2016 – pełny powrót do współpracy i premierę nowej płyty.

## Historia

### 2000–03:Virgin
Pomysł na stworzenie zespołu zrodził się jesienią 1999. Ostatecznie zespół powstał w 2000 z inicjatywy muzyka Tomasza Luberta, który do współpracy zaprosił basistę Krzysztofa Najmana i perkusistę Piotra „Posejdona” Pawłowskiego. Tego samego roku zostało zorganizowane przesłuchanie dla wokalistek, podczas którego została wybrana Dorota „Doda” Rabczewska. Grupa początkowo tworzyła pod nazwą Neon, później zmieniła nazwę na Virgin. W 2002 ukazał się debiutancki album zespołu, zatytułowany po prostu Virgin. Wydawnictwo promowały single: „To ty” i „Mam tylko ciebie” (2002). Zespół uzyskał nominację do nagrody polskiego przemysłu fonograficznego Fryderyk w kategorii Nowa twarz fonografii.

### 2004–05:Bimbo
W 2004 ukazał się drugi album Virgin pt. Bimbo, który był promowany utworami: „Dżaga”, „Kolejny raz” oraz „Nie zawiedź mnie”. Grupa odbyła w Polsce trasę koncertową Bimbo Tour. Bimbo był najchętniej kupowanym albumem w Polsce w pierwszym tygodniu od jego wydania.
Na początku stycznia 2005 wydany został nakręcony w Paryżu teledysk do utworu „Nie zawiedź mnie”; wokalistka zespołu tak skomentowała wideo: „Generalnie w teledysku chodzi o to, że kłócę się z facetem i uciekam od niego. Wyjeżdżam do Paryża, gdzie atakują mnie nasze wspólne wspomnienia i postanawiam wracać”. W tym okresie z zespołu Virgin odeszli Najman i Pawłowski, a ich miejsce zajęli basista Łukasz Damm i perkusista Piotr Matysiak.

### 2005–07:Ficcai zakończenie działalności
17 października 2005 ukazał się trzeci album studyjny Virgin pt. Ficca, który muzycy promowali podczas trasy koncertowej Ficca Tour, składającej się z 20 koncertów i obejmującej m.in. Warszawę, Rzeszów, Łódź i Katowice. Na specjalnej edycji albumu umieszczona została koncertowa wersja utworu „Mam tylko Ciebie” zarejestrowana w czasie występu nad Zalewem Szałe niedaleko Kalisza. 31 grudnia 2005 Virgin wystąpił w koncercie sylwestrowym we Wrocławiu obok takich wykonawców jak Krzysztof Krawczyk i Blue Café; koncert był transmitowany w telewizji za pośrednictwem TVP2.
W 2006 ukazały się dwie reedycje albumu Ficca, pierwsza z prywatnymi materiałami Rabczewskiej, a druga z nowym utworem pt. „Szansa”. Wiosną tego roku wydany został singel „2 Bajki”, do którego teledysk nakręcono 9 grudnia 2005 w willi w Konstancinie i biurowcu w Warszawie.
14 lipca 2006 zespół wziął udział w Sopot Festival, w kameralnym konkursie na Przebój Lata, odrzucając jednocześnie propozycję udziału w konkursie głównym, wyjaśniając: „Chętnie pojawimy się na sopockim festiwalu jako laureat Opola, jednak w konkursie nie wystąpimy. Chcemy ustąpić pola innym artystom, no i nie chcemy narażać Was na kolejne koszty związane z głosowaniem. My już swój Sopot wygraliśmy, we wrześniu ubiegłego roku i uwierzcie, nie chcemy po raz kolejny przeżywać tych samych stresów”.
Na początku września teledysk do utworu „Szansa” zdobył pierwsze miejsce w konkursie MTV na najlepszy polski teledysk; pamiątkowa statuetka została wręczona 9 września. Pod koniec grudnia 2006 Rabczewska zerwała kontrakt z menedżerem zespołu Virgin, Maciejem Durczakiem.
1 stycznia 2007 na oficjalnej stronie zespołu Virgin Tomasz Lubert wystosował oświadczenie o zakończeniu działalności grupy. Powodem jej rozwiązania miały być według Luberta różnice interesów i problemy w życiu prywatnym. Rabczewska po zakończeniu współpracy z zespołem rozpoczęła działalność solową, natomiast Lubert założył zespół Video.

### 2014–19: Reaktywacja,Choni, zakończenie działalności

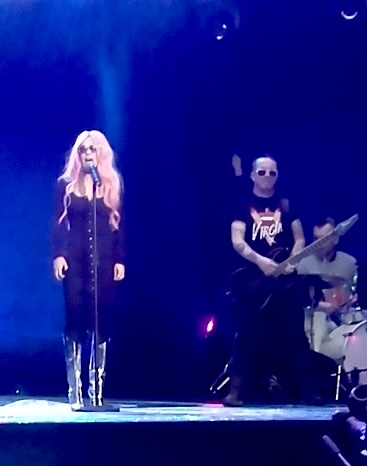
Doda i Lubert (2017)

Siedem lat po rozpadzie zespołu, tj. 4 marca 2014 na oficjalnym kanale Dody w serwisie YouTube zamieszczony został akustyczny minikoncert zespołu Virgin, którego nagranie odbyło się 7 lutego 2014 w Hear Studio w Warszawie. Doda wraz z akompaniującym jej na gitarze Tomaszem Lubertem wykonała mniej znane utwory zespołu, pochodzące z trzech albumów grupy. Zarejestrowany materiał 15 kwietnia 2014 został wydany w formacie digital download pod tytułem Virgin – Akustycznie, Live at Hear Studio. W czerwcu ukazał się nowy utwór grupy pt. „Hej”. Znalazł się on na solowym albumie Luberta, Z miłości do muzyki. Zagrali również kilka koncertów charytatywnych oraz Set Rockowy na koncertowym albumie Dody, Fly High Tour – Doda Live.
10 listopada 2016 ukazała się czwarta płyta zespołu pt. Choni. Album był promowany przez single „Niebezpieczna kobieta”, który pojawił się również na oficjalnej ścieżce dźwiękowej do filmu pt. Pitbull. Niebezpieczne kobiety Patryka Vegi, „Kopiuj-wklej”, „Sens” i „Miłość na etat”.
W czerwcu 2017 grupa wystąpiła jako support przed koncertem zespołu Guns N’ Roses z trasy Not in This Lifetime... Tour, który odbył się na gdańskim stadionie Energa. W maju 2019 zapowiedziano pożegnalne koncerty Virgin.

## Muzycy
Obecny skład zespołu
- Tomasz Lubert – gitara, instrumenty klawiszowe, loopy (2000–2007, 2014, od 2016)
- Dorota „Doda” Rabczewska – śpiew (2000–2007, 2014, od 2016)
- Sławomir „Sowa” Puchała – perkusja (od 2017)
- Marcin „Kinkiet” Kleiber – gitara basowa (od 2017)
- Tomasz „Snake” Kamiński – gitara (od 2017)

Byli członkowie zespołu
- Łukasz Damm – gitara basowa (2005–2007)
- Piotr Matysiak – perkusja (2005–2007)
- Krzysztof Najman – gitara basowa (2000–2005)
- Piotr „Pniaq” Pniak – perkusja
- Piotr „Posejdon” Pawłowski – perkusja (2002–2005)
- Piotr Olszewski – gitara basowa (2016–2017)

## Dyskografia
- Virgin (2002)
- Bimbo (2004)
- Ficca (2005)
- Choni (2016)

## Nagrody i wyróżnienia
| Rok  | Nagroda                      | Kategoria                           | Uwagi     |
| ---- | ---------------------------- | ----------------------------------- | --------- |
| 2002 | Fryderyki 2002               | Nowa twarz fonografii (Virgin)      | Nominacja |
| 2005 | Sopot Festival 2005          | Słowik Publiczności („Znak pokoju”) | Wygrana   |
| 2006 | 43. KFPP w Opolu             | Premiery („Szansa”)                 | Wygrana   |
| 2006 | Superjedynki                 | Płyta pop (Ficca)                   | Wygrana   |
| 2006 | MTV Europe Music Awards 2006 | Najlepszy polski wykonawca          | Nominacja |
| 2006 | Eska Music Awards            | Zespół roku                         | Wygrana   |
| 2006 | Złote Dzioby                 | Przebój roku („2 bajki”)            | Nominacja |
| 2006 | Plebiscyt MTV Polska         | Teledysk roku („Szansa”)            | Wygrana   |
| 2006 | Jetix Kids Awards            | Ulubiony polski wykonawca           | Wygrana   |
| 2007 | Viva Comet 2007              | Charts Award („Szansa”)             | Nominacja |
| 2010 | Viva Comet 2010              | Przebój 10-lecia („Szansa”)         | Wygrana   |